# Пустозерские страдальцы
Пустозе́рские страдальцы — группа старообрядцев, казнённая в Пустозерске 24 апреля (14 апреля старого стиля, в Страстную пятницу) 1682 года. Четырнадцать лет до казни страдальцы томились в земляном срубе в заточении, у некоторых из них были вырваны языки. Всего казни через сожжение в срубе подверглись четверо узников: протопоп Аввакум, священник Лазарь, диакон Феодор, соловецкий инок Епифаний.
Это была не первая и не самая массовая казнь старообрядцев. Гораздо больше старообрядцев погибло при взятии Соловецкого монастыря в 1676 году, однако, в отличие от соловецких иноков, пустозерские страдальцы не оказывали властям вооружённого сопротивления. Правовым обоснованием казни была формулировка: за «великия на царский дом хулы» (речь шла о политических карикатурах, которые распространялись в старообрядческой среде). По легенде, перед смертью Аввакум поднял сложил руку в двуперстное знамение и обратился к народу: «Будете таким крестом молиться — во веки не погибнете!»
За время пустозерского заключения Аввакуму и его соратникам удалось написать ряд текстов (например, «Житие протопопа Аввакума»), которые сыграли важную роль в оформлении старообрядческой идеологии. Пустозерский архив был вывезен вдовой священника Лазаря Домницей на Керженец (кержаки).

## Память
После смерти древлеправославные (старообрядческие) церкви причислили пустозёрских страдальцев к лику святых. В 1989 году краевед из Нарьян-Мара Михаил Фещук вместе с товарищами собственноручно изготовили и установили памятный знак в честь мучеников за древлее благочестие — бревенчатый сруб, из которого поднимаются к небу две резные шестиметровые лиственницы, символизирующие двуперстие, увенчанные узорным навесом, напоминающим поморские намогильные кресты-голбцы. Между столбами на цепях подвешен колокол, звонящий в память о мучениках за старую веру. В 1991 году группа староверов-поморцев из Рижской Гребенщиковской общины установила древлеправославный восьмиконечный крест из лиственницы на месте сожжения пустозёрских отцов. В 2012 году на месте казни была освящена часовня.